# Bléone
Die Bléone [bleɔn] ist ein Fluss in Frankreich, der im Département Alpes-de-Haute-Provence in der Region Provence-Alpes-Côte d’Azur verläuft. Sie entspringt in den französischen Seealpen, im Massif des Trois-Évêchés, im Gemeindegebiet von Prads-Haute-Bléone. Die Bléone entwässert generell in südwestlicher Richtung und mündet nach rund 70 Kilometern im Gemeindegebiet von Château-Arnoux-Saint-Auban als linker Nebenfluss in die Durance.
Kurz vor der Mündung der Bléone in die Durance wird der Fluss beim Staudamm von Malijai aufgestaut. Ein großer Teil des Wassers wird in den Canal d’Oraison umgeleitet, der die Bléone mit einer Kanalbrücke überquert. Der Kanal führt das Wasser zu den großen Kraftwerken der Électricité de France im Tal der Durance.

## Orte am Fluss

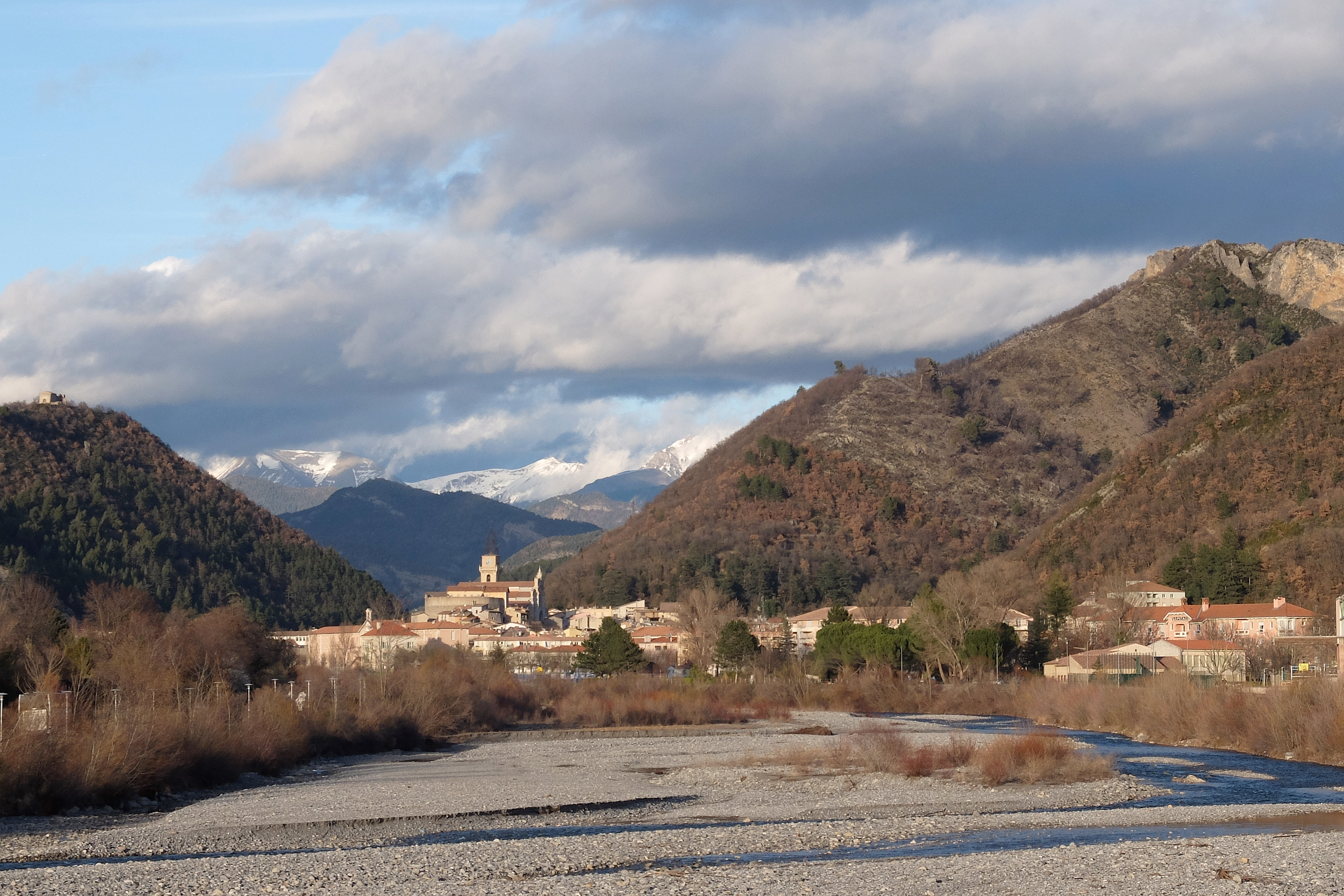
Der Fluss in Digne-les-Bains

- Prads-Haute-Bléone
- La Javie
- Le Brusquet
- Digne-les-Bains
- Mallemoisson
- Malijai